# Cyberjaya

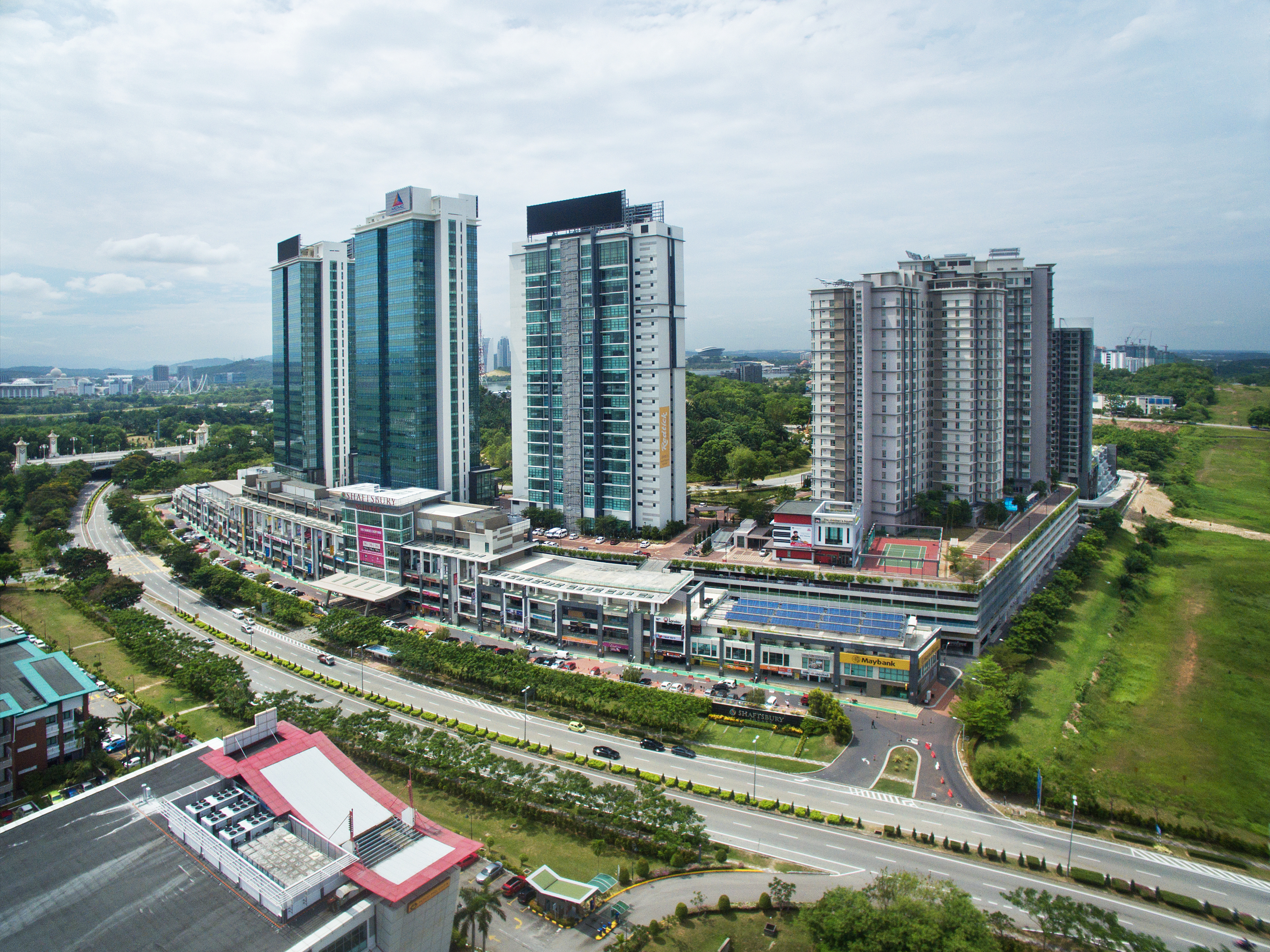
Cyberjaya

Cyberjaya ist eine 1999 neu gegründete Stadt in Malaysia, die sich im Multimedia Super Corridor (MSC) etwa 50 km südlich von Kuala Lumpur erstreckt. Das Stadtgebiet umfasst etwa 50 km × 15 km und bietet Platz für zwei Universitäten, mehrere hundert Unternehmen und etwa 83.000 Einwohner, die meist auch hier arbeiten oder studieren, sowie zahlreiche Freizeiteinrichtungen.
Die Stadt ist neben dem neuen Verwaltungssitz Malaysias Putrajaya das Herzstück des Multimedia Super Corridor, der von der malaysischen Regierung gegründet wurde, damit sich hier High-Tech-Unternehmen mit staatlicher Unterstützung ansiedeln können – mit dem Ziel, Malaysia auf seinem Weg vom Schwellenland zum vollentwickelten Industriestaat zu unterstützen.
Das heutige Stadtgebiet bestand bis vor kurzem vor allem aus Palmölplantagen. Seit der offiziellen Gründung im Juli 1999 wächst die Stadt durch die Zusiedelung von High-Tech-Unternehmen ständig. Ein wichtiges Kernstück in der Stadtentwicklung ist die neu gegründete Multimedia-Universität Kuala Lumpur mit dem ihr angegliederten Gründerzentrum (Incubation Center).
Das jaya im Stadtnamen bedeutet Erfolg oder Perfektion.